# Golpe de Estado del 18 de brumario
El golpe de Estado del 18 de brumario en Francia hace referencia al golpe de Estado dado en esa fecha del calendario republicano francés, correspondiente al 9 de noviembre de 1799 del calendario gregoriano, que acabó con el Directorio, última forma de gobierno de la Revolución francesa, e inició el Consulado con Napoleón Bonaparte asumiendo todo el poder.
Como ha señalado Jeremy D. Popkin, «la ausencia de reacción popular al derrocamiento del Directorio demostró el poco apoyo que tenía el régimen creado en 1795». Sin embargo, matiza Popkin, «el Directorio había ido mejorando la eficiencia de su maquinaria administrativa y las condiciones de la mayor parte del país eran mejores que en 1795», por lo que «el régimen no tenía por qué haberse derrumbado si no hubiera sido por la acción deliberada de sus propios líderes».
Según Albert Soboul la facilidad del éxito del golpe del 18 de brumario se explicaría por el apoyo que encontró entre los campesinos propietarios, que temían tanto la vuelta al Antiguo Régimen como la anarquía preludio de una ley agraria, y la «burguesía de negocios» que «aspiraba a un sistema político que protegiera sus intereses, que garantizase definitivamente sus derechos y que le permitiese intensificar su esfuerzo de renovación de la economía».
El término «18 de brumario» se convertiría en sinónimo de golpe de Estado, especialmente después de que Karl Marx publicara en 1851 El 18 de brumario de Luis Bonaparte.

## Antecedentes

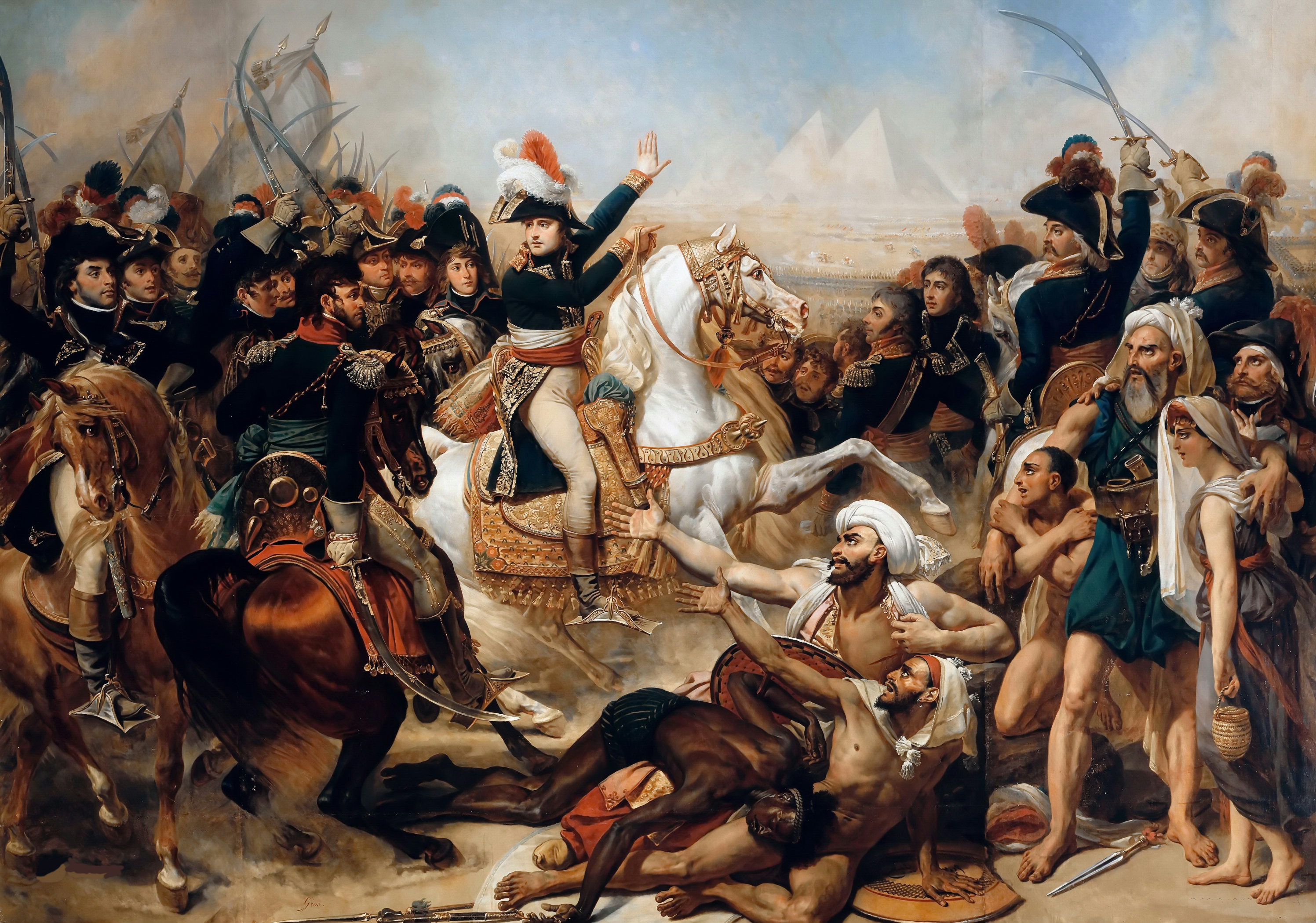
Cuadro conmemorativo de la «Batalla de las Pirámides» por Antoine-Jean Gros (1810). Fue un encargo del Senado napoleónico.

El 18 de mayo de 1798 el general Napoleón Bonaparte partió para Egipto, entonces una provincia del Imperio otomano, al frente de una expedición compuesta por más de 35 000 hombres. El objetivo era amenazar la conexión del Reino Unido de Gran Bretaña, el último gran enemigo que le quedaba a la República francesa, con la India, una de sus principales posesiones. La idea había partido del propio Bonaparte, después de su triunfal campaña de Italia donde había fundado las «repúblicas hermanas» Cisalpina y Ligur. «No está lejos el momento en que nos daremos cuenta de que, para destruir realmente a Inglaterra, necesitamos tomar Egipto», le había escrito a los cinco miembros del Directorio, que ostentaban el poder ejecutivo de la República según lo establecido en la Constitución francesa de 1795 —el Directorio también había aprobado el proyecto porque así se «desembarazaba de un general que comenzaba a inquietarlo»—. Tras desembarcar en Alejandría el 15 de julio Bonaparte derrotó al ejército mameluco en la «batalla de las pirámides», victoria decisiva para apoderarse de todo el Etalayato. Sin embargo, el 2 de agosto la flota británica al mando del almirante Nelson destruyó la flota francesa anclada en la bahía de Abukir (en la que sería conocida como la «Batalla del Nilo»), lo que dejó atrapado en Egipto al ejército de Bonaparte sin posibilidades de volver a casa.
La victoria británica en la bahía de Abukir animó a otros Estados europeos a formar la Segunda Coalición contra la República francesa, incluido el Imperio Ruso —el zar Pablo I, protector de la Orden de Malta, estaba furioso por la ocupación de Malta por Bonaparte camino de Egipto—. En abril de 1799 un ejército austro-ruso al mando del general Aleksandr Suvórov invadió el norte de Italia obligando a los ejércitos franceses a evacuar la península. Poco después entraba en Suiza donde se acababa de fundar la «república hermana» Helvética. En el interior de Francia los realistas volvieron a las armas.
En este contexto de derrotas militares y de rebeliones realistas se celebraron las elecciones para renovar algo más de la mitad de los miembros del Consejo de los Ancianos y del Consejo de los Quinientos, las dos cámaras que componían el poder legislativo de la República. Para intentar evitar que se reprodujera el avance de los «neojacobinos» del año anterior, que el Directorio había «neutralizado» mediante el golpe de Estado de la Ley del 22 de floreal del año VI (11 de mayo de 1798), el ministro del Interior Nicolas François de Neufchâteau desplegó una campaña para influir en la votación advirtiendo contra «los sucesores de Robespierre y Marat» y contra la vuelta de la «anarquía en Francia». «¿Queréis que surja la ley del máximo?», les dijo a los propietarios. Pero la campaña no dio resultado porque la mayoría de los candidatos gubernamentales salieron derrotados en unas asambleas electorales tumultuosas (solo 56 de los 141 candidatos respaldados oficialmente resultaron elegidos). Así varios «neojacobinos» «florealizados» recuperaron sus escaños.

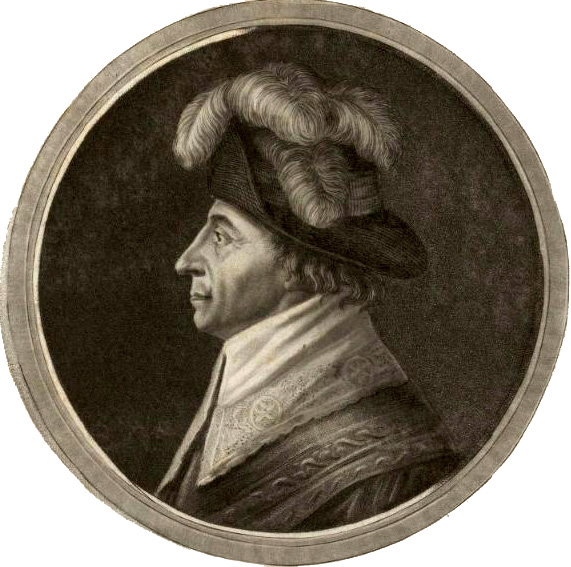
Retrato de Emmanuel-Joseph Sieyès con el sombrero que lo distingue como director.

La oposición de las dos Cámaras al Directorio quedó de manifiesto cuando eligieron a Sieyès, que llevaba tiempo pidiendo la revisión de la Constitución de 1795, como miembro del Directorio en sustitución de Jean-François Reubell (al que le había tocado por sorteo dejar su puesto, siguiendo la norma constitucional de que los miembros del Directorio se renovaban uno por año). Y sobre todo cuando el 28 de pradial del año VII (16 de junio de 1799) se declararon en sesión permanente tras haber responsabilizado a los otros cuatro miembros del Directorio de que entonces Italia estuviera «invadida por un feroz vencedor» y de que en muchas provincias «los amigos de la libertad», estuvieran siendo «proscritos y perseguidos por los monárquicos». En lo que se ha denominado el golpe de Estado de pradial del año VII (18 de junio),  los Consejos, contando con el apoyo de los directores Sieyès y Paul Barras, obligaron a dimitir a los otros tres miembros del Directorio: Jean-Baptiste Treilhard fue sustituido por Louis-Jérôme Gohier,  próximo a los «neojacobinos»; Louis-Marie de La Révellière-Lépeaux, por Roger Ducos, aliado de Sieyès; y Philippe-Antoine Merlin de Douai, por el general Jean-François-Auguste Moulin que se había quejado de que el Ejército no estaba recibiendo suficientes recursos. Un diputado justificó el golpe dirigiéndose a los directores depuestos: «Habéis acabado con el espíritu público, habéis amordazado la libertad... Habéis mutilado la representación nacional». Como ha señalado Jeremy D. Popkin, «el "golpe" del 30 de pradial (18 de junio) fue la tercera vez en menos de dos años que las presiones políticas habían dado lugar a la anulación de los procedimientos constitucionales». «Jornada parlamentaria más que golpe de Estado, el 30 de pradial, año VII, constituye el desquite de los Consejos florealizados el año anterior por el ejecutivo», ha indicado Albert Soboul.
El «golpe de pradial» había sido el resultado de la alianza circunstancial entre los «neojacobinos» y los republicanos «moderados» y durante las primeras semanas los Consejos se dedicaron a desmantelar varias de las políticas del «Segundo Directorio», surgido del Golpe de Estado del 18 de fructidor del año V (4 de septiembre de 1797). Se eliminaron las restricciones a la libertad de prensa, se permitió que un nuevo club jacobino, denominado Sociedad de Amigos de la Igualdad y de la Libertad, celebrara sesiones públicas en la sala de Manège de las Tullerías, y se revisó el sistema de reclutamiento para reorganizar los ejércitos que se batían en retirada. Además se aprobó la llamada «ley de rehenes» que permitía detener a los familiares de los emigrés, de los ci-devant nobles y de los individuos «notoriamente conocidos por tomar parte en reuniones o bandas de asesinos» y confiscar sus bienes, aunque no hubiera pruebas de que ellos hubieran cometido ningún delito. Se justificó diciendo que se pretendía disuadir a los que querrían llevar a cabo «ataques y actos de bandolerismo por odio a la República». Alguna voz se alzó en contra como la del antiguo philosophe André Morellet, que dijo: «¿Esta es la libertad que la misma República que ha dado a los negros de nuestras colonias los derechos del hombre... otorga a los franceses?». También suscitó críticas una ley que obligaba a los contribuyentes más ricos a que suscribieran un préstamo forzoso. Se escribió que «la ley expoliadora del empréstito forzoso ha arruinado nuestras finanzas».

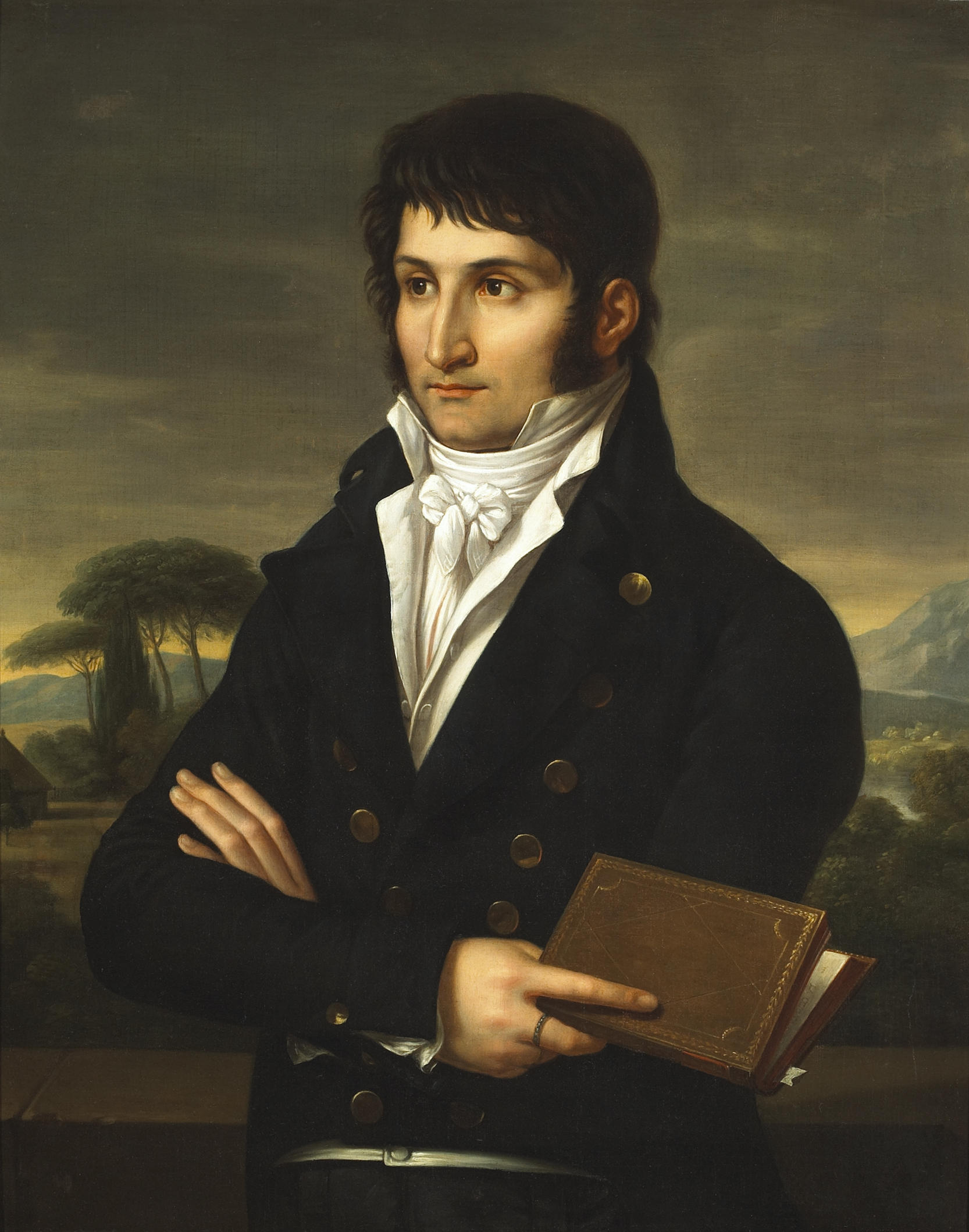
Retrato de Lucien Bonaparte, hermano del general Bonaparte. Diputado del Consejo de los Quinientos, fue nombrado presidente de la Cámara a finales de octubre de 1799.

Así, entre los sectores moderados se comenzó a cuestionar el apoyo a los «neojacobinos», teniendo en cuenta además que sus periódicos no sólo justificaban «El Terror» del año II sino que también insinuaban que sería necesario recuperar algunas de sus medidas. Los temores de muchos moderados se vieron confirmados cuando el 16 de agosto (29 de termidor) los «neojacobinos» presentaron una propuesta en el Consejo de los Quinientos por la que se pretendía procesar a los tres directores depuestos, lo que supondría volver a los juicios públicos del «execrable régimen de 1793», como lo calificó el diputado Lucien Bonaparte, hermano del general Napoleón Bonaparte. Juró que Francia «no vería más patíbulos, ni más terror». Un proposición del general «neojacobino» Jean-Baptiste Jourdan de que se declarara, como en julio de 1792, «la patria en peligro» fue rechazada —Lucien Bonaparte argumentó que valía «más extender los poderes constitucionales del Directorio que exponerse a dejarse arrastrar por una fuerza revolucionaria». Quien tomó la iniciativa entonces fue Sieyès que convenció a los otros cuatro miembros del Directorio para que nombraran ministro de Policía a Joseph Fouché, uno de los conspiradores que promovieron la caída de Robespierre. A mediados de agosto Fouché ordenaba el cierre de los 250 clubs jacobinos que se habían formado en toda Francia. Como ha señalado Albert Soboul, la clausura de los clubs «señaló la ruptura de los jacobinos con el Directorio».
Por su parte Sieyès continuaba a la búsqueda de un general que encabezara el golpe de Estado que acabara con el «régimen del Directorio». Las victorias de los ejércitos franceses durante la segunda mitad de septiembre de 1799 en los Países Bajos (el general Guillaume Brune derrotó a un ejército anglo-ruso en la batalla de Bergen, 19 de septiembre) y en Suiza (el general André Masséna derrotó a un ejército austro-ruso en la segunda batalla de Zúrich, 25-26 de septiembre), precedidas por la derrota de la insurrección realista en la región de Toulouse (batalla de Montréjeau, 20 de agosto), no disuadió a Sieyès de su propósito. Tampoco al general Napoleón Bonaparte que en aquel momento cruzaba el Mediterráneo en dirección a Francia.

## Preparación

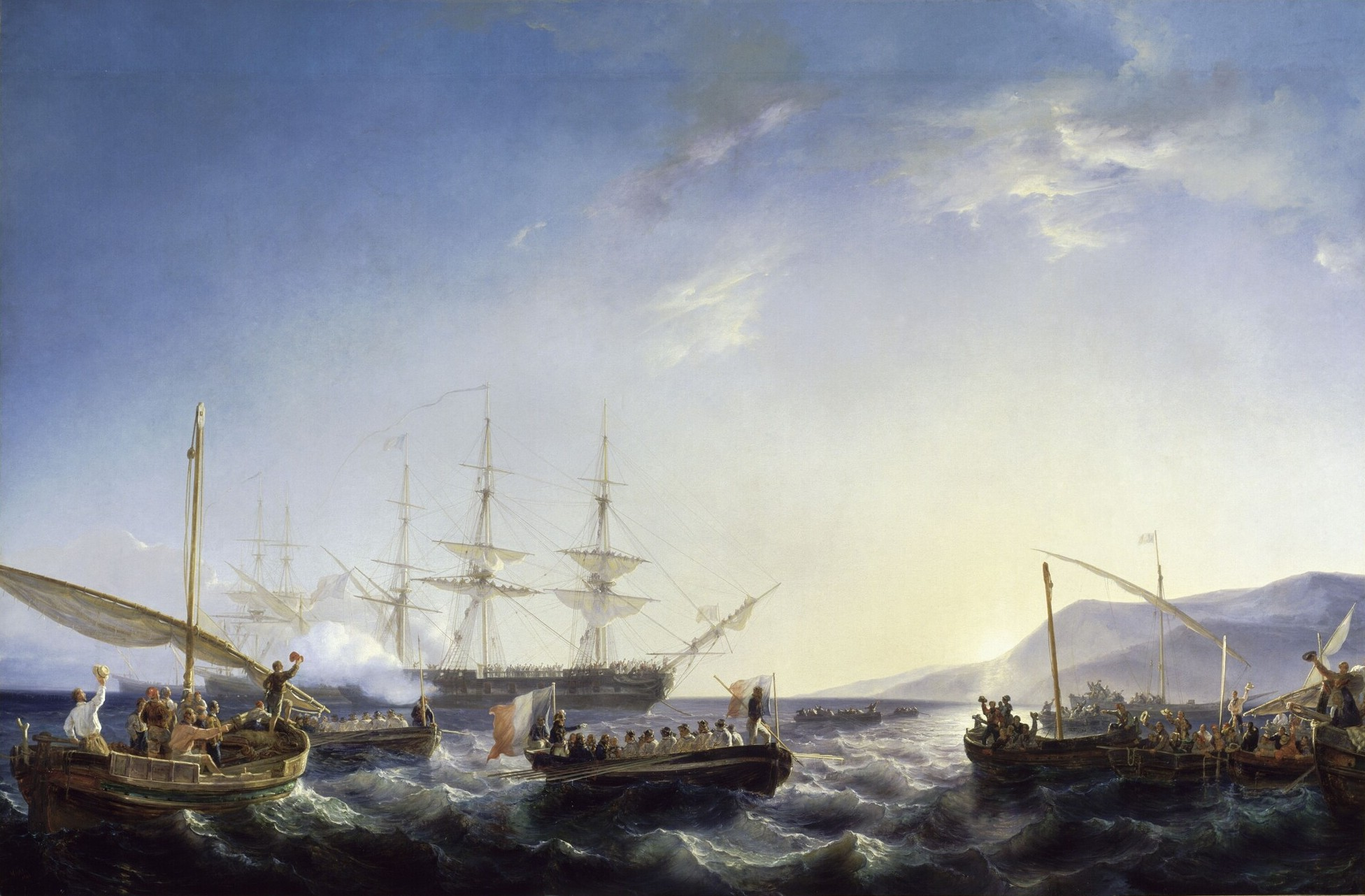
Cuadro conmemorativo de la llegada del general Bonaparte a Francia desde Egipto (el 9 de octubre de 1799), por Louis Meijer (1843).

En cuanto le llegó la noticia de que todas sus conquistas de Italia se habían perdido como consecuencia de la gran ofensiva de la Segunda Coalición, el general Bonaparte decidió abandonar Egipto, no sin antes derrotar al ejército otomano apoyado por los británicos en la batalla de Abukir (25 de julio de 1799). Ni siquiera informó al general Jean-Baptiste Kléber, que quedaría al mando del cuerpo expedicionario francés sin posibilidades de regresar debido al bloqueo de la flota británica. Kléber exclamó cuando se enteró de que se había marchado: «Ese cabrón nos ha abandonado con los pantalones llenos de mierda». Bonaparte embarcó el 22 de agosto y, tras conseguir sortear a la flota británica, llegó al puerto de Fréjus, en el sur de Francia, el 9 de octubre, siendo aclamado como un salvador en todos los lugares por los que pasó camino de París —lo que disuadió al Directorio ordenar detenerlo y fusilarlo por abandono de su puesto—. En Lyon, por ejemplo, se gritó «¡Viva Bonaparte, que viene a salvar el país». Le Moniteur publicó: «Todo el mundo estaba delirante. La victoria que acompaña a Bonaparte se le había anticipado esta vez. Llega para asestar los últimos golpes a la coalición moribunda».
Llegó a París el 16 de octubre y allí se entrevistó con los dos miembros del Directorio menos «políticos», Gohier y Moulin, para sondear la posibilidad de ser nombrado uno de los cinco miembros de la institución, pero no se mostraron dispuestos a colaborar. Entonces exploró el camino del golpe de Estado y el 30 de octubre por la noche se encontró con Paul Barras, también miembro del Directorio, quien en el pasado le había ayudado a lanzar su carrera militar, pero Barras no lo apoyó, por lo que finalmente Bonaparte contactó con Emmanuel-Joseph Sieyès, otro miembro del Directorio que llevaba tiempo preparando su propio golpe para acabar con el régimen instituido por la Constitución de 1795 que consideraba completamente acabado —teniendo en cuenta además que el sistema previsto en la Constitución para su reforma era tan largo y complejo que podía durar hasta nueve años—. Sieyès abogaba por un ejecutivo estable y fuerte. No era el único: en 1797 Benjamin Constant había reclamado en su obra Des réactions politiques una fuerza y estabilidad de Gobierno que de por sí «garantizase a los ciudadanos la seguridad de las personas y la inviolabilidad de sus propiedades». Para lograr su objetivo Sieyès había buscado un jefe militar que pudiera encabezar el golpe de Estado y lo había encontrado en el general Barthélemy Catherine Joubert, pero este había muerto el 15 de agosto en la batalla de Novi. Al conocerse la vuelta de Bonaparte a Francia un general le dijo a Sieyès: «¡Ahí tiene a su hombre! ¡Él dará su golpe mejor que yo!».
Cuando se entrevistó con Bonaparte, Sieyès ya tenía bastante avanzado su plan para lo que contaba con el apoyo de un grupo de diputados del Consejo de los Ancianos —incluido su presidente—, quienes se habían comprometido a conseguir que el Consejo declarara el estado de emergencia, primer paso del golpe. Una vez declarado los dos Consejos, el de los Ancianos y el de Quinientos, se trasladarían a una localidad fuera de París, donde se presionaría al Consejo de los Quinientos a que votara a favor de un nuevo régimen. En poco más de una semana los conspiradores —entre los que también se encontraban Talleyrand, antiguo ministro de Relaciones Exteriores; Pierre-Louis Roederer, con conexiones con la Société des idéologues; y Lucien Bonaparte, hermano de Napoleón y recién elegido presidente del Consejo de los Quinientos— finalizaron sus planes. En síntesis, el plan consistía en utilizar a «las autoridades constituidas para desbancarlas después», ha señalado Irene Castells.

## Desarrollo

### París, 18 de brumario

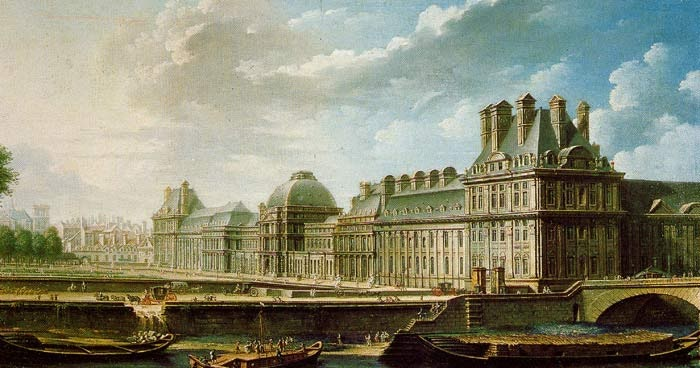
Pintura del Palacio de las Tullerías visto desde el Quai d'Orsay (1757).

Siguiendo el plan previsto por los conspiradores, a las siete de la mañana del 18 de brumario del año VIII (calendario republicano francés, equivalente al 9 de noviembre de 1799) se convocó a ciento cincuenta miembros del Consejo de Ancianos para una reunión de urgencia —no se informó a los otros cien por considerar que se opondrían a sus planes—. Se les dijo que Francia estaba amenazada por una terrible conspiración jacobina y que debían de actuar rápidamente porque de lo contrario «no habrá cuerpo representativo, ni libertad, ni república». «Los conjurados no esperan sino una señal para levantar sus puñales contra los miembros de la representación nacional», aseguró un diputado —al día siguiente Le Moniteur publicaría que los jacobinos pretendían «convertir los dos Consejos en una Convención nacional, apartar a los hombres que les desagraden y confiar el Gobierno a un Comité de Salvación Pública»—. A pesar de que no se presentó ninguna prueba del inminente levantamiento que se preparaba acordaron nombrar al general Bonaparte comandante de las tropas de París —un acuerdo ilegal pues tendría que haber sido el Directorio quien lo nombrara— y trasladar a los consejos a Saint Cloud, localidad situada al oeste de la capital. «Los conspiradores había elegido ese lugar porque evitaría que se formaran multitudes que se opusieran a sus planes; también les permitiría rodear a los diputados con tropas leales», comenta Jeremy D. Popkin.
En cuanto recibió el nombramiento como comandante militar de París, el general Bonaparte se adueñó del Palacio de las Tullerías, sede de los Consejos. Montado a caballo pasó revista a las tropas que rodeaban el Palacio y justificó su acción:

¡En qué situación dejé Francia y qué situación la encuentro ahora! ¡La dejé en paz y encuentro la guerra! ¡La dejé con conquistas y ahora el enemigo amenaza nuestras fronteras! [...] Este estado de cosas no puede durar; en tres meses nos habría llevado al despotismo. Pero queremos una república... basada en la igualdad, la moral, la libertad civil y la tolerancia política. Con una buena administración todos olvidarán las facciones de las que fueron miembros para convertirse en franceses.

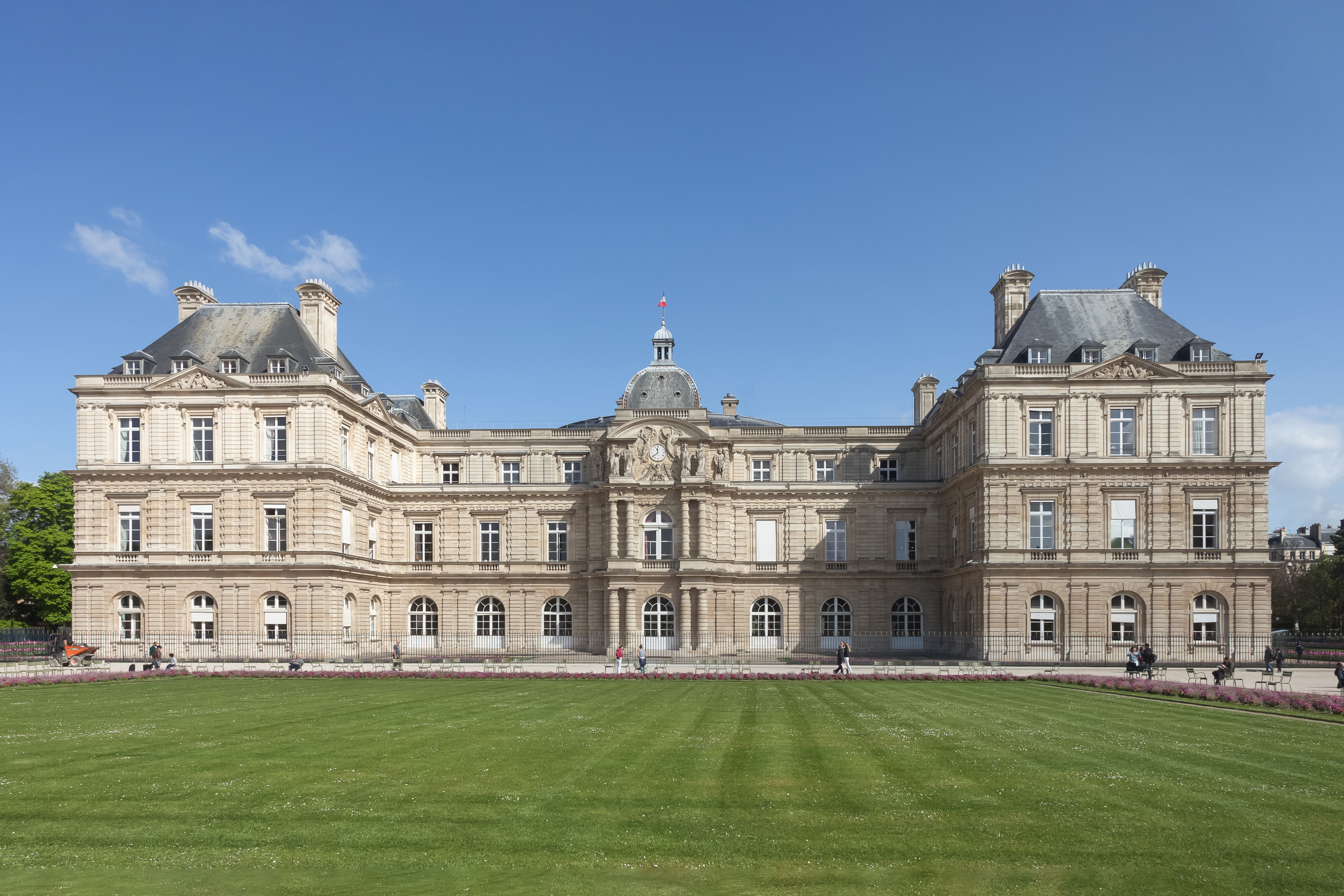
Palacio de Luxemburgo, sede oficial del Directorio.

Al mismo tiempo Talleyrand se ocupaba de expulsar del Palacio de Luxemburgo, sede del Directorio, a los tres miembros del mismo potencialmente hostiles al golpe. Barras, Gohier y Moulin no opusieron resistencia. Mientras tanto miles de carteles y de panfletos distribuidos por todo París celebraban a Bonaparte y justificaban el golpe. «No puede ser que un hombre tan eminente por sus servicios permanezca excluido del liderazgo», decía uno de ellos (en ninguno se mencionaba a Sieyès, comenta Popkin).
Durante la noche del 18 de brumario Bonaparte, Sieyès y el resto de conspiradores discutieron la forma de convencer a los miembros de los consejos de que abandonaran la Constitución francesa de 1795. Mientras Sieyès estaba a favor de una acción de fuerza (detener a  los diputados «neojacobinos» del Consejo de los Quinientos), Bonaparte se opuso porque estaba interesado en mantener la apariencia de legalidad. El plan acordado finalmente consistía en que el Consejo de Ancianos aprobara un decreto que nombrara tres cónsules provisionales que sustituyeran al Directorio y que se formaran pequeños comités salidos de los dos consejos para redactar una nueva constitución. Lucien Bonaparte, presidente del Consejo de los Quinientos, se ocuparía de que esta cámara aprobara también lo acordado por los Ancianos y a continuación se suspenderían las sesiones de los dos consejos. El problema con que se encontraron al día siguiente los conspiradores cuando llegaron a Saint-Cloud fue que estaban presentes todos los diputados de los dos consejos, incluyendo a los «neojacobinos». Y no estaban solos: los acompañaban varios miles de soldados, los guardias oficiales y una multitud de espectadores civiles.

### Saint-Cloud, 19 de brumario

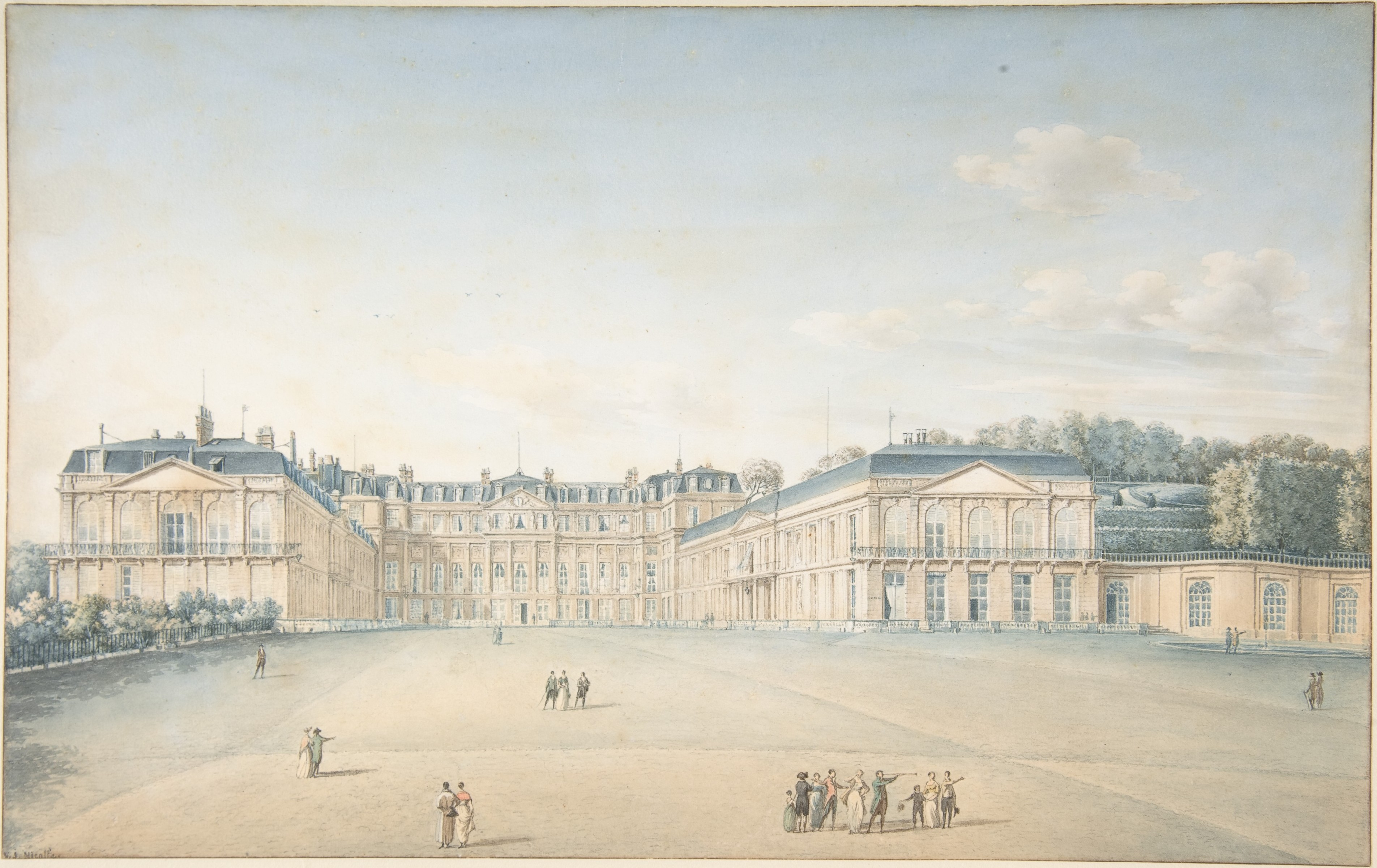
Patio del Palacio de Saint-Cloud. Pintura de Victor-Jean Nicole (1754-1826).

Pasadas las 12 del mediodía del 19 de brumario (10 de noviembre) los Consejos iniciaron las sesiones —hubo que esperar a que las salas del Palacio de Saint-Cloud estuvieran preparadas— y en ambos casos se desbarataron los planes de los conjurados. «Nadan sucedió como estaba previsto», comenta Jean Clément Martin. En el de los Ancianos los cien diputados que no habían sido convocados para la sesión del día anterior exigieron que se presentaran las pruebas del supuesto levantamiento que se preparaba. Un diputado exclamó: «Ya no estamos en los tiempos en que el Comité de Salvación Pública decía: "Doy mi palabra" y dictaba decretos a los representantes de la nación». En el de los Quinientos los diputados «neojacobinos» no hicieron caso a las admoniciones de Lucien Bonaparte y reclamaron que todos los miembros del Consejo juraran, uno por uno, lealtad a la Constitución de 1795.

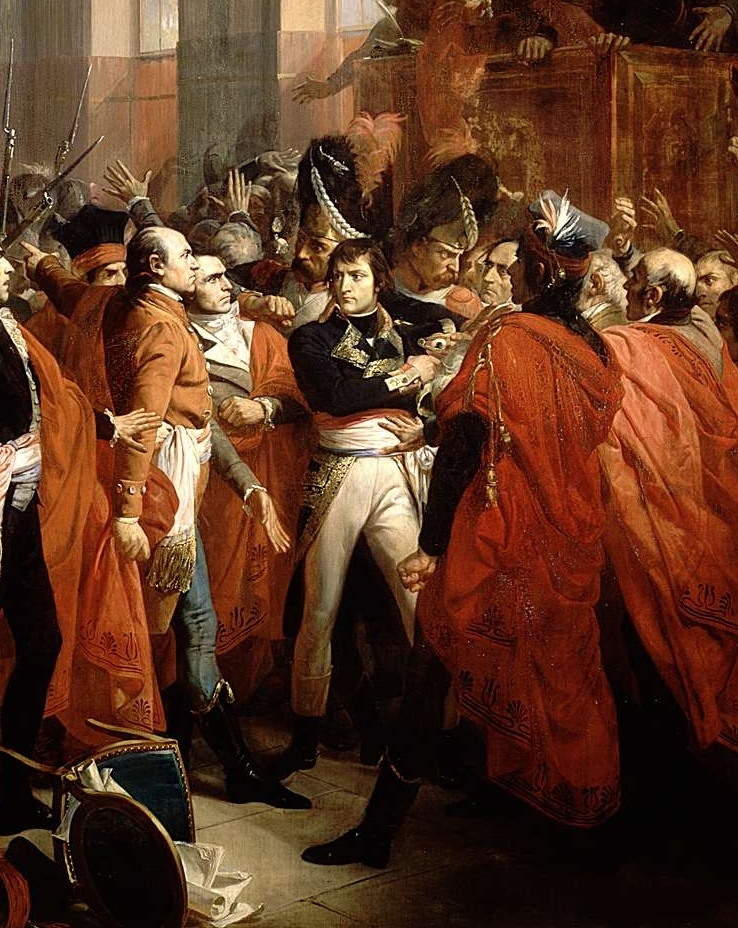
Fragmento central del cuadro de François Buchot El general Bonaparte y el Consejo de los Quinientos (1840). Muestra a Bonaparte rodeado por los diputados del Consejo de los Quinientos en el momento en que varios oficiales y soldados se preparan para protegerle y sacarlo de la sala. El cuadro fue un encargo del rey Luis Felipe de Orleans y fue expuesto en 1840 con motivo del retorno de las cenizas de Napoleón a Francia.

A las cuatro de la tarde el general Bonaparte se dirigió en persona a los diputados del Consejo de los Ancianos. «¡La Constitución! Todas las facciones la invocan y todas las facciones la violan; todas la desprecian; no puede salvarnos, ya que nadie la respeta», les dijo. En el Consejo de los Quinientos «se encuentran hombres que querrían sumirnos en la Convención, los Comités revolucionarios y los cadalsos», añadió. Cuando le reclamaron pruebas del levantamiento Bonaparte reiteró que sólo él representaba «el gran partido del pueblo francés». Como no los convenció se dirigió a «los valientes soldados cuyas bayonetas veo», y amenazó abiertamente a los diputados: «¡Recuerden que marcho acompañado por el dios de la victoria y el dios de la buena fortuna!». Pero en cuanto abandonó la sala se volvieron a alzar voces en su contra reclamando que «todas las medidas deben tener la aprobación del cuerpo legislativo y deben tomarse de acuerdo con la Constitución». Mientras tanto el general Bonaparte, acompañado de dos granaderos, se había dirigido a la sala donde estaba reunido el Consejo de los Quinientos. Allí se encontró a su hermano Lucien rodeado de diputados «neojacobinos» que gritaban: «¡Muerte al tirano! ¡Abajo el dictador! ¡Larga vida a la República y a la Constitución del Año III!». Cuando el propio general intentó dirigirse a los diputados desde la tribuna de oradores muchos diputados gritaron: «¡Proscríbanlo! ¡Proscríbanlo!», «¡Fuera de la ley!». Entonces varios oficiales lo protegieron y se lo llevaron fuera de la sala.
Los conjurados apelaron entonces a los soldados que rodeaban el palacio —entre cuatro y cinco mil hombres—. Lucien Bonaparte alegó falsamente que «la inmensa mayoría del Consejo está en este momento aterrorizado por unos pocos diputados con navajas». Su hermano lo corroboró diciendo: «Quería hablar con ellos, me han respondido con puñales». Las tropas les hicieron caso y comandadas por el general Joaquim Murat entraron en la sala de los Quinientos y desalojaron a los diputados. «¡Que se vayan todos los hombres honestos o no respondo de mis actos!», anunció un oficial. Enterados de lo que había sucedido en el Consejo de los Quinientos, el Consejo de los Ancianos hizo un último acto de resistencia aprobando una resolución que anunciaba el nombramiento de un gobierno provisional y la reunión de los dos Consejos un mes más tarde. Los conjurados respondieron reuniendo suficientes miembros del Consejo de los Quinientos a los que se obligó a aprobar el nombramiento de una «comisión consular ejecutiva» compuesta por Sieyès, Ducos y Bonaparte —en este orden— y de dos comités compuestos por veinticinco diputados cada uno que reemplazaran a los consejos y que quedaron encargados de preparar una nueva Constitución —sesenta y dos diputados «neojacobinos» son detenidos, «por los excesos y atentados que realizan constantemente»—. A continuación se presionó al Consejo de los Ancianos para que aprobara también lo acordado por los Quinientos. Sin embargo, no fue hasta las tres de la madrugada del 20 de brumario cuando el «triunvirato» prestó juramento —respetando aparentemente la legalidad republicana juran «fidelidad inviolable a la soberanía del pueblo, a la República...»—. Lucien Bonaparte proclamó: «A partir de hoy, todas las convulsiones de la libertad han terminado».

## Consecuencias

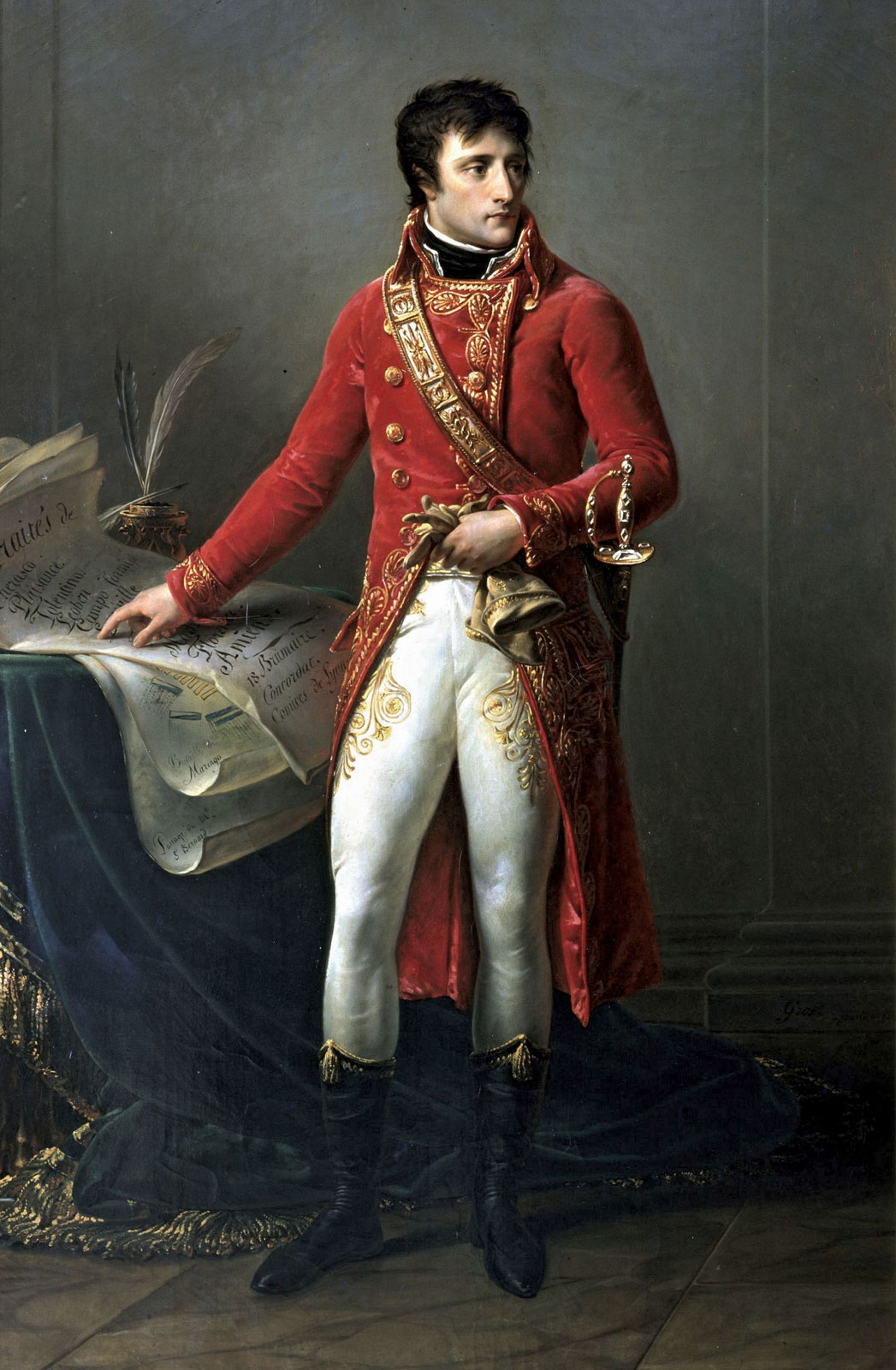
Retrato de Bonaparte como primer cónsul por Antoine-Jean Gros (1802).

Según un informe de la policía «la Revolución del 18 de brumario», como llamaba al golpe, no había provocado un gran entusiasmo entre la mayoría de la población, aunque tampoco se habían producido muestras de apoyo al régimen derribado. En principio, como ha señalado Jean Tulard, «Brumario no fue percibido como diferente de los otros golpes de Estado que habían agitado al Directorio».
Los «brumarianos» desplegaron entonces una gran campaña propagandística culpando al Directorio de todos los problemas que padecía la República y ensalzando la figura de Bonaparte («amigo inmortal de los franceses», «dios de la luz», se decía en un periódico). Se propagó la leyenda de que Bonaparte había sido amenazado de muerte por los diputados armados con puñales. Sin embargo, como ha señalado Jeremy D. Popkin, en aquel momento «ni el propio Bonaparte ni nadie sabía qué tipo de gobierno iba a sustituir al Directorio y qué parte del legado de la Revolución francesa preservaría o desharía». El 24 de brumario (14 de noviembre) Le Moniteur expuso las aspiraciones de las clases acomodadas («se trataba de terminar definitivamente la era revolucionaria», resume Soboul):

Francia quiere algo grande, permanente. La inestabilidad la ha perdido, es la seguridad lo que quiere. No quiere la realeza, está proscrita; quiere la unidad en la acción del poder que ejecutará las leyes. Quiere un cuerpo legislativo independiente y libre... Quiere que sus representantes sean conservadores pacíficos y no innovadores turbulentos. Quiere, por último, recoger el fruto de diez años de sacrificio.

Una de las primeras decisiones que tomaron los tres cónsules fue revocar la «ley de rehenes» y la que obligaba a los ricos a contribuir a un préstamo al gobierno. Se prohibió la prensa «neojacobina» como Le Père Duchesne y fueron purgados los organismos locales, siendo sustituidos sus funcionarios por los miembros más pudientes y conservadores de la población. Pero cuando anunciaron que iban a enviar a la Guayana a sesenta «neojacobinos», dieron marcha atrás a causa de la fuerte reacción contraria que se produjo. Sin embargo, la principal cuestión pendiente seguía siendo la definición del nuevo régimen que sustituyera al establecido por la Constitución de 1795.

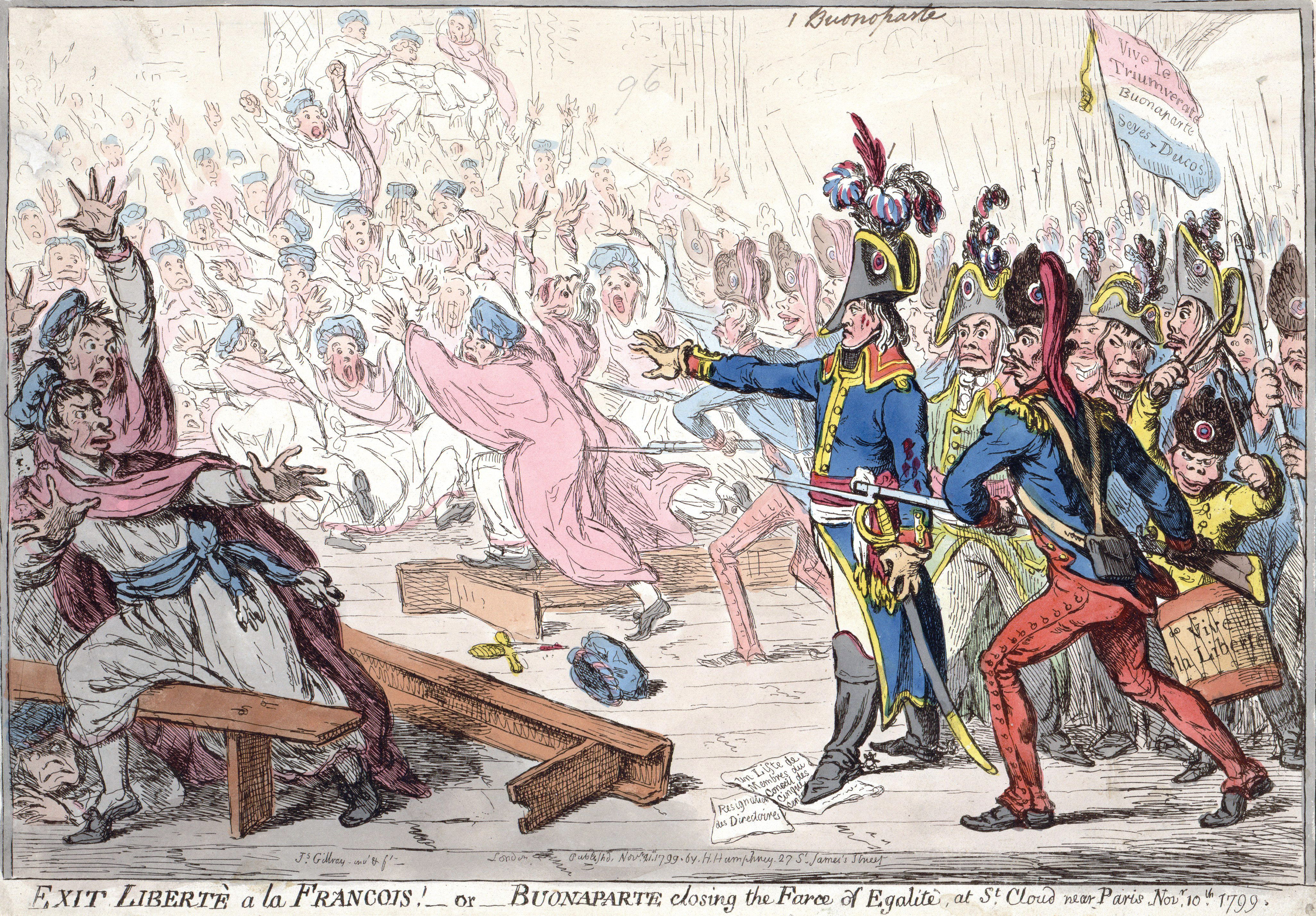
Caricatura satírica del inglés James Gillray publicada en Londres el 21 de noviembre de 1799 con el título Exit libertè a la Francois!—or—Buonaparte closing the farce of Egalitè, at St. Cloud near Paris Novr. 10th. 1799 ('¡Salida libertad a la francesa! o Bonaparte cerrando la farsa de la Igualdad, en St. Cloud cerca de París, 10 de noviembre de 1799'). Muestra el momento en que los soldados a las órdenes del general Bonaparte disuelven a punta de bayoneta el Consejo de los Quinientos. En un papel a los pies de Bonaparte se lee Resignation des directoires ('Dimisión de los directores'). En el tambor aparece el lema Vive la Liberté y en la bandera Vive le Triumverate. Bonaparte, Sieyès, Ducos.

El plan constitucional que presentó Sieyès preveía un Corps legislatif (Cuerpo Legislativo) de trescientos miembros que votaría los proyectos de ley sin debatirlos y teniendo en cuenta la opinión de una segunda cámara, el Tribunat (Tribunado), con menor número de miembros, que era la que estaba autorizada para discutir los proyectos que le presentara el gobierno, pero que carecía de iniciativa legislativa. Un Senat (Senado), cuyos miembros eran vitalicios, sería el órgano encargado de velar por la constitucionalidad de las leyes (siguiendo el modelo de la Corte Suprema de los Estados Unidos). Los miembros de las tres instituciones no serían elegidos, sino que serían designados por el gobierno entre las listas de «notables» aptos para el cargo propuestas por los ciudadanos con propiedades de cada comuna y por departamento. En cuanto al poder ejecutivo Sieyès proponía un gobierno encabezado por un grand électeur (Gran Elector) pero cuyo poder efectivo se limitaría a elegir a los dos cónsules, uno para dirigir la política exterior y otro la interior.
Bonaparte aceptó el plan de Sieyès respecto al poder legislativo pero rechazó su propuesta del poder ejecutivo porque no estaba dispuesto a quedar relegado al cargo de grand électeur, un título prestigioso sin poder real. Tras mantener los dos una reunión muy tensa que a punto estuvo de llevarles a la ruptura total, Sieyès cedió y aceptó la idea de Roederer, estrecho aliado de Bonaparte, de transformar el cargo de grand électeur en el de premier consul (primer cónsul) con poder para dirigir el gobierno y que los otros dos cónsules —nombrados como el primer cónsul por diez años— ostentaran poderes meramente simbólicos —de hecho el sueldo del primer cónsul será el triple que el de los otros dos—.

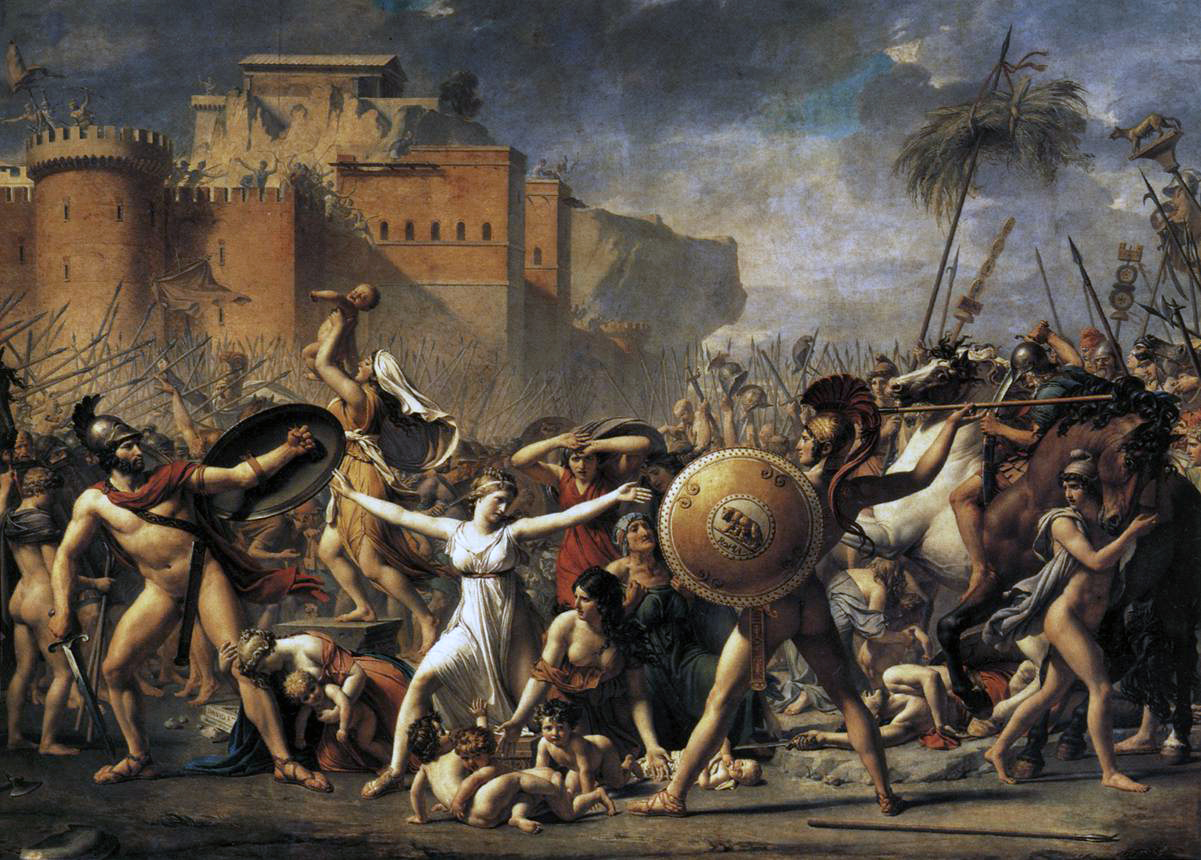
El rapto de las sabinas de Jacques-Louis David. El cuadro fue expuesto a finales de 1799, diez años después del cuadro El juramento de los Horacios. «El pintor pasa de presentar de manera heroica a los guerreros que juran defender su ciudad hasta la muerte, sin tener en cuenta, sus vínculos familiares, a la reconciliación entre los hermanos enemigos por medio de sus mujeres y hermanas, relegadas antaño a una resignación absoluta. Así, David da su visión, ambigua, desde luego, de la salida de la guerra civil... Eso se propone Bonaparte, al menos hasta 1802...».

Bonaparte dejó que fuera Sieyès quien seleccionara a los otros dos cónsules y a la mayoría de los miembros de los nuevos órganos legislativos. Finalmente Sieyès renunció a ser cónsul, también su aliado Roger Ducos, y se nombró a Jean Jacques Régis de Cambacérès y a Charles-François Lebrun. Sieyès se quedó con la presidencia del Senado y como compensación Bonaparte dispuso que se le concediera una valiosa propiedad fuera de París. El nuevo Senado, el Cuerpo Legislativo y el Tribunado estuvieron formados por antiguos diputados del Consejo de los Ancianos y del Consejo de los Quinientos. Otros ocuparían el Consejo de Estado, el órgano encargado de redactar las leyes. El 24 de frimario del año VIII (15 de diciembre de 1799), apenas un mes después del golpe, se promulgó la Constitución del Año VIII —sería ratificada por un plebiscito celebrado en febrero—. Los cónsules anunciaron: «la Revolución está terminada». Bonaparte se instaló en el Palacio de las Tullerías, la residencia en París del rey depuesto y guillotinado Luis XVI.
«Con este golpe de Estado sin pena ni gloria se cierra la historia de la Revolución francesa y comienza la aventura napoleónica», ha concluido el historiador Michel Vovelle.